# Lou Gehrig
Lou Gehrig   (Manhattan, 19 de juny de 1903 - Riverdale, 2 de juny de 1941) va ser el primer base professional nord-americà de beisbol que va jugar 17 temporades a la Major League Baseball (MLB) per als New York Yankees (1923-1939). Gehrig va ser reconegut per la seva destresa com a batedor i per la seva durabilitat, cosa que li va valer el seu sobrenom de "Cavall de ferro". Va ser All-Star set vegades consecutives un guanyador de la Triple Corona un jugador més valuós de la Lliga Americana (AL) dues vegades, i membre de sis equips campions de la World Series. Tenia una carrera de 340 de batuda mitjana, 632 de batuda mitjana i un .447 de mitjana base. Va assolir 493 quadrangulars i va fer batre'n 1.995 (RBI). Encara té la proporció més alta de carreres anotades més carreres batudes per cada 100 aparicions de plats (35,08) i per cada 100 jocs (156,7) entre els jugadors del Saló de la Fama. El 1939, va ser incorporat al Saló de la Fama del Beisbol i va ser el primer jugador de la MLB a retirar el seu uniforme (4) per un equip.
Natural de Nova York i estudiant a la Universitat de Colúmbia, Gehrig va signar amb els Yankees el 1923. Va establir diversos rècords de lligues importants durant la seva carrera, incloent els més grans slams de la carrera (23) (fins que va ser trencat per Alex Rodriguez) i la majoria de partits consecutius jugats (2.130), un rècord que va representar 56 anys i durant molt de temps es va considerar irrompible fins que va ser superat per Cal Ripken Jr. el 1995. La ratxa consecutiva de Gehrig va acabar el 2 de maig de 1939, quan es va apartar voluntàriament de la formació, sorprenent tant als jugadors com als aficionats, després que la seva actuació al camp es veiés entorpida per l'esclerosi lateral amiotròfica, una malaltia neuromuscular incurable; ara es coneix habitualment a Amèrica del Nord com a "malaltia de Lou Gehrig".
La malaltia el va obligar a retirar-se a 36 anys i va ser la causa de la seva mort dos anys després. El patetisme del seu comiat del beisbol es va acabar amb el seu icònic discurs de "L'home més afortunat de la terra" del 1939 a l'estadi Yankee. El 1969, l'Associació d'Escriptors de Beisbol d'Amèrica va votar Gehrig com el primer base més gran de tots els temps, i va ser el principal conseller de vots de l'equip MLB All-Century Team triat pels fans el 1999. Un monument en honor de Gehrig, dedicat originalment pels ianquis el 1941, resideix actualment al Monument Park de l'estadi Yankee. El premi Lou Gehrig Memorial es concedeix anualment al jugador de la MLB que millor exhibeix la integritat i el caràcter de Gehrig.

## Llegat

### Assoliments

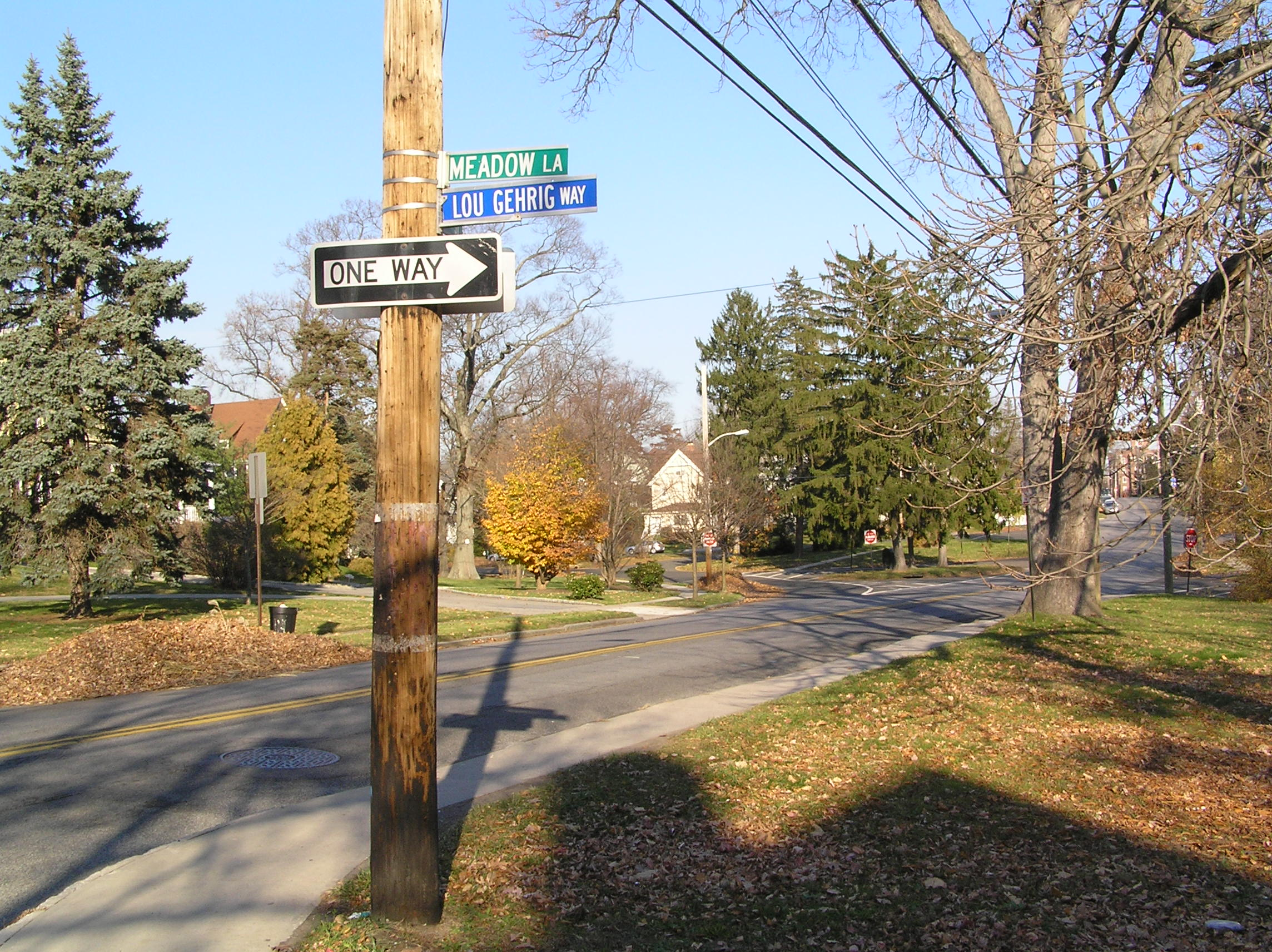
Lou Gehrig Way a New Rochelle, Nova York : vivia en una casa modesta al número 9 de Meadow Lane a la secció Residents Park prop del College of New Rochelle.

Tot i jugar a l'ombra de Ruth durant dos terços de la seva carrera, Gehrig va ser un dels anotadors més alts de la història del beisbol; va fer 509 RBIs (carreres impulsades) durant un tram de tres temporades (1930–32). Només dos jugadors més, Jimmie Foxx amb 507 i Hank Greenberg amb 503, han superat els 500 RBI en tres temporades; els seus totals no van ser consecutius; Babe Ruth en va tenir 498. Jugant 14 temporades completes, Gehrig va tenir 13 temporades consecutives amb 100 o més carreres impulsades, un rècord de lliga important compartit amb Foxx i empatat el 2010 per Alex Rodríguez.
Gehrig va tenir sis temporades on va batejar 350 o millor (amb un màxim de 379 el 1930), més una setena temporada amb 349. Gehrig va liderar la Lliga Americana en quatre carreres anotades i tres quadrangulars. Els seus 185 RBI el 1931 encara són el rècord de la Lliga Americana amb dades del 2025 i ocupa el segon lloc de tots els temps després dels 191 de Hack Wilson el 1930. A la llista de RBI d'una sola temporada, Gehrig ocupa el segon, cinquè (175) i sisè (174), amb quatre temporades addicionals de més de 150 RBI.
També té el rècord de beisbol durant la majoria de temporades amb 400 bases totals o més, aconseguint aquesta gesta cinc vegades en la seva carrera.
Lefty Grove, un dels millors llançadors de la AL durant els dies de joc de Gehrig que sovint llançava la pilota als batedors, es va abstenir de fer-ho a Gehrig. "Mai pots dir què farà aquest gran tipus si l'enfades amb tu", va explicar Grove.

### Comparacions amb Ruth
A diferència de Ruth, Gehrig tenia el físic d'un poderós batedor. Ruth acostumava a colpejar quadrangulars altes, mentre que les de Gehrig eren llançaments de línia. Durant les 10 temporades (1925–1934) en què Gehrig i Ruth van ser companys d'equip i un al costat de l'altre en l'ordre de bateig i van jugar la majoria dels partits, Gehrig va tenir més quadrangulars que Ruth només una vegada, el 1934 (l'últim any de Ruth amb els Yankees, quan tenia 39 anys), quan va colpejar 49 a 22 de Ruth (Ruth va jugar 125 partits aquell any, i un grapat el 1935 abans de retirar-se). Van empatar a 46 el 1931. Ruth va tenir 424 quadrangulars en comparació amb els 347 de Gehrig; no obstant això, Gehrig va superar a Ruth en RBI, 1.436 a 1.316. Gehrig va tenir una mitjana de bateig de .343, en comparació amb .338 de Ruth, durant aquest període.

### Saló de la fama
Durant una reunió d'hivern de l'⁣Associació d'Escriptors de Beisbol el 7 de desembre de 1939, Gehrig va ser elegit al Saló de la Fama del Beisbol en una elecció especial relacionada amb la seva malaltia. A 36 anys, va ser el jugador més jove a ser tan honrat (des de llavors superat per Sandy Koufax, que era cinc mesos més jove que Gehrig en el moment de la seva elecció el 1972).
Gehrig mai va tenir una cerimònia formal d'incorporació al saló de la fama. El 28 de juliol de 2013, ell i 11 jugadors de pilota que ja estaven morts, inclòs Rogers Hornsby, van rebre un homenatge especial durant una cerimònia, celebrada durant el "cap de setmana d'Inducció al Saló de la Fama" a Cooperstown, Nova York.

### Monument
Els Yankees van dedicar un monument a Gehrig al camp central del Yankee Stadium el 6 de juliol de 1941; el van elogiar com "Un home, un cavaller i un gran jugador de pilota amb el sorprenent rècord de 2.130 els jocs consecutius que haurien de durar per sempre." El monument de Gehrig es va unir al que hi havia col·locat el 1932 a Miller Huggins, al que després se li va afegir el de Babe Ruth el 1949.

### Plaques commemoratives
El lloc de naixement de Gehrig a Manhattan el 1994 Segona Avinguda, prop de E. 103rd Street, està commemorat amb una placa que marca el lloc, així com una altra residència primerenca a 309 E. Carrer 94, prop de la Segona Avinguda. Gehrig va morir en una casa blanca al 5204 Delafield Avenue a la secció Riverdale del Bronx. La casa encara es troba avui al costat est de la Henry Hudson Parkway i també està marcada per una placa.

### Premi Memorial
El Lou Gehrig Memorial Award s'atorga anualment a un jugador de la MLB que millor mostri el caràcter i la integritat de Gehrig, fora i dins del camp. El premi va ser creat per la fraternitat Phi Delta Theta en honor a Gehrig, que era membre de la fraternitat de la Universitat de Colúmbia. Es va presentar per primera vegada el 1955, catorze anys després de la mort de Gehrig. L'objectiu del premi és reconèixer les contribucions exemplars d'un jugador "tant a la seva comunitat com a la filantropia". L'atorgament del premi és supervisat per la seu de la fraternitat Phi Delta Theta a Oxford, Ohio, i el nom de cada guanyador està inscrit a la placa del premi Lou Gehrig al Saló de la Fama del Beisbol a Cooperstown.

### Centre Mèdic
El centre de tractament i investigació de l'ELA de la seva alma mater, la Universitat de Colúmbia, s'anomena Eleanor and Lou Gehrig ALS Center. Situats a l'Hospital Presbiterian de Nova York i al Centre Mèdic Irving de la Universitat de Colúmbia, tenen una funció clínica i d'investigació dirigida a l'ELA i les malalties relacionades amb les neurones motores , l'esclerosi lateral primària i l'atròfia muscular progressiva.

### Dia
El març de 2021, la Major League Baseball va declarar el 2 de juny com a Dia de Lou Gehrig. El 2 de juny va ser escollit perquè és l'aniversari de quan Gehrig es va convertir en primera base titular dels Yankees el 1925 i quan va morir el 1941.

## Registres
Seixanta anys després del seu adeu al beisbol, Gehrig va rebre la majoria dels vots de qualsevol jugador de beisbol a l'equip de tots els segles de la Major League Baseball, escollit per votació dels fans el 1999.
El 1999, els editors de Sporting News van classificar Gehrig en sisè lloc a la seva llista dels "100 millors jugadors del beisbol".
| Assoliment                                                     | Registre      | Refs   |
| -------------------------------------------------------------- | ------------- | ------ |
| Temporades consecutives amb més de 120 impulsades              | 8 (1927–1934) | [ 29 ] |
| Percentatge de base més alt per un jugador de primera base     | .447          | [ 29 ] |
| Percentatge de slugging més alt per un jugador de primera base | .632          | [ 29 ] |
| Hits de base extra d'un jugador de primera base                | 1.190         | [ 29 ] |
| Temporada única                                                |               |        |
| Carreres batejades per un jugador de primera base              | 184 (1931)    | [ 29 ] |
| Carreres anotades per un jugador de primera base               | 167 (1936)    | [ 29 ] |
| Percentatge de slugging més alt per un jugador de primera base | .765 (1927)   | [ 29 ] |
| Cops extrabases d'un jugador de primera base                   | 117 (1927)    | [ 29 ] |
| Bases totals per un jugador de primera base                    | 447 (1927)    | [ 29 ] |
| Joc únic                                                       |               |        |
| Quadrangulars                                                  | 4             | [ 29 ] |